# آنا رومان
آنا رومان (بالرومانية: Ana Roman)‏ هي متسابقة بياثل رومانية، ولدت في 13 نوفمبر 1975 في Zărnești ‏ في رومانيا.

## وصلات خارجية
- آنا رومان على موقع IBU (الإنجليزية)
- آنا رومان على موقع اللجنة الأولمبية الدولية (الإنجليزية)
- آنا رومان على موقع أوليمبيديا (الإنجليزية)